# Kullerup Sogn
Kullerup Sogn er et sogn i Kerteminde-Nyborg Provsti (Fyens Stift).
I 1800-tallet var Refsvindinge Sogn anneks til Kullerup Sogn. Begge sogne hørte til Vindinge Herred i Svendborg Amt. Kullerup-Refsvindinge sognekommune blev ved kommunalreformen i 1970 indlemmet i Ørbæk Kommune, der ved strukturreformen i 2007 indgik i Nyborg Kommune.
I Kullerup Sogn ligger Kullerup Kirke.
I sognet findes følgende autoriserede stednavne:
- Birkemose (bebyggelse)
- Juulskov (ejerlav, landbrugsejendom)
- Kullerup (bebyggelse, ejerlav)
- Kullerup Hede (bebyggelse)
- Sønderende (bebyggelse)
- Såderup (bebyggelse, ejerlav)